# Minima Gesté
Minima Gesté, de son vrai nom Arthur Raynaud, né le 12 juillet 1990 à Toulouse, est une drag queen française.

## Biographie
Arthur Raynaud est né dans le Sud de la France le 12 juillet 1990 ; il grandit à Toulouse,. Il parle pour la première fois de son homosexualité à sa mère à l'âge de 15 ans puis fait son coming out à 19 ans.
Il pratique le théâtre pendant sa scolarité, qu'il abandonne en rentrant en classe préparatoire. Diplômé de l'École internationale du papier, de la communication imprimée et des biomatériaux de Grenoble, il exerce la profession d'ingénieur en colorimétrie.
Il crée le personnage de Minima Gesté en 2015 après avoir découvert les drag queens dans les soirées queers de Paris,.
Minima Gesté acquiert de la notoriété en animant un bingo régulier à partir de 2016 dans un bar du 19e arrondissement de Paris,.
En 2022, France 3 diffuse Minima et les drags, un documentaire consacré à Minima Gesté. La même année, il quitte son emploi pour se consacrer entièrement à sa carrière en drag.
En juin 2024, elle incarne le personnage d'Arcturus dans D&Drags, une mini-campagne diffusée sur la chaîne d'actual play La Bonne Auberge à l'occasion du mois des fiertés.

## Engagement politique
Pour Minima Gesté, « Le drag est politique. [Ça] a d'abord vocation à questionner la place de la femme, de l'homosexualité et des personnes transgenres dans la société. » Elle entend « profiter de cette plateforme […] pour faire passer des messages contre les LGBTQIphobies et les contraintes de la société hétéronormée et patriarcale ».
Minima Gesté organise chaque année avec d'autres drag queens le Sidragtion, une récolte de fonds dans les rues de Paris et d'autres villes de France à destination du Sidaction.
Elle s'engage également pour que les artistes drag soient mieux reconnues et mieux payées.
En 2024, elle est sélectionnée par la mairie de Paris pour être relais de la flamme olympique les 14 et 15 juillet.